# Magura Nationalpark
Magura Nationalpark (polsk: Magurski Park Narodowy) er en nationalpark beliggende i den sydøstlige del af Polen, tæt på Slovakiet, på grænsen til Lillepolens Voivodeship og Subcarpathian Voivodeship. Det dækker hoveddelen af Wisłokaflodens øvre bassin. Da parken blev oprettet i 1995, dækkede den 199,62 km², men nu er den kun 194,62 km², hvoraf 185,31 km² er skov.
Parken har sit navn fra bjergmassivet kendt som Magura Wątkowska, efter Wątkowa, dets højeste top. Magura er navnet på den næsthøjeste top i dette massiv.

## Landskabet
Magurski Nationalparkens landskab er typisk for Beskid Niski-ryggen og består hovedsageligt af stærkt skovklædte lave og mellemstore toppe. Parken har fantasifulde skulpturelle klipper. Den enorme Devil's Rock er den mest fremtrædende blandt disse klippeformationer. Hoveddelen af parken består af Magura Wątkowska-massivet, med det højeste top Wątkowa der er 847 moh.. Andre væsentlige bakker er Magura (842 m), Wielka Góra (719 m) og Nad Tysowym (713 m).
Wisłoka-floden og dens bifloder er nogle af de vigtigste elementer i parken. Wisłoka er en typisk bjergflod, der skaber maleriske kløfter og ofte ændrer kurs.
Kornuty naturreservatet ligger i hjertet af parken og beskytter grupperne af de fantasifulde sandstensformationer. Deres usædvanlige former skyldes erosion. Klippene skjuler adskillige brudhuler, herunder den bedst kendte Mroczna [Murky] Hulen, hvis gange er 200 meter lange.

## Flora og fauna
Plantelivet er karakteriseret af parkens placering - mellem de østlige og vestlige Karpater . Størstedelen af parken er skov. Gran er ikke hyppig her, hvilket betyder, at skoven for det meste er naturlig.
Parken har et rigt dyreliv - der er 137 arter af fugle, herunder flere truede såsom ørne og ørnenstor hornugle samt storke . Der er også 35 truede pattedyrarter, herunder den brune bjørn (de strejfer frem og tilbage mellem Polen og Slovakiet), los, vildkat, ulv og odder. Man kan også finde fisk, slanger, salamandere og mange insekter . Det anslås, at der inden for parken er 200 arter af truede dyr.

## Menneskelig bosættelse
Det ældste spor af menneskelig bosættelse i dette område er resterne af en borg ved Brzezowa på Walik-bjerget. Den var en del af det fæstningssystem, der blev bygget af Wislanie-stammen i det 9. århundrede ved den sydlige grænse af deres lande. Man kan også finde små ortodokse trækirker, som blev bygget af den østslaviske folkegruppe Lemkos . Desværre er nogle af disse bygninger ødelagt. I en af bøndernes hytter i landsbyen Kolonia Olchowiec er der et lille, privat museum for Lemko-kultur.
Der er også adskillige kirkegårde fra første verdenskrig, da dette område i lang tid var en slagmark mellem de russiske og østrigsk-tyske hære. En tragisk påmindelse om 2. verdenskrig er kirkegården for 1.250 jøder, der blev dræbt af nazisterne i 1942 ved Halbów-passet.
Parken har sit hovedkvarter i landsbyen Krempna .